# Geopolítica da Ásia
Por ser um continente que apresenta grandes diversidades econômicas, políticas, religiosas, étnicas e sociais, a Geopolítica da Ásia torna-se um campo propício à eclosão de conflitos de toda espécie. As principais zonas conturbadas são:
- Oriente Médio: Esta região tem sido palco de sangrentos conflitos que se arrastam há anos, sem aparente solução imediata:

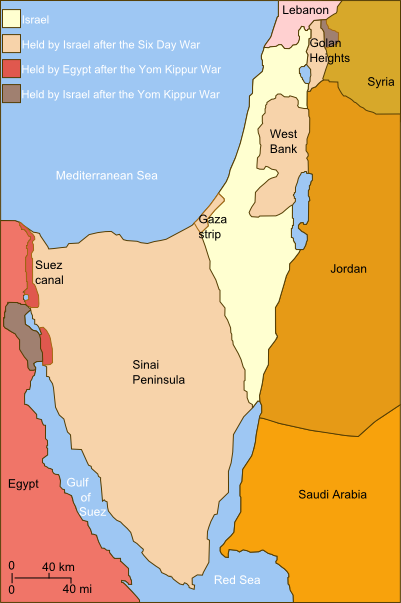
A conquista do Sinai por Israel, em 1943, foi uma grande perda para os árabes.

- Conflito árabe-israelense: Para fugir à perseguição nazista ocorrida durante o Segunda Guerra Mundial, milhares de judeus deixaram a Europa e migraram à Palestina, que havia sido sua pátria na Antiguidade. Na época, o território estava sob a administração da Inglaterra e era habitado majoritariamente pelos palestinos, povo de origem árabe. 
 Em 1947, a ONU resolveu dividir o país em um Estado judeu (57% da área) — Israel — e um palestino (43% da área). Essa solução não foi aceita pela comunidade árabe em geral, e desde então a região tornou-se palco de sucessivas guerras, destacadamente em 1948, 1956, 1967 e 1973; nas três primeiras ocasiões, Israel foi vencedor e ampliou seu território; após a última, houve uma trégua e, num acordo assinado em 1979, Israel devolveu ao Egito o Península do Sinai.

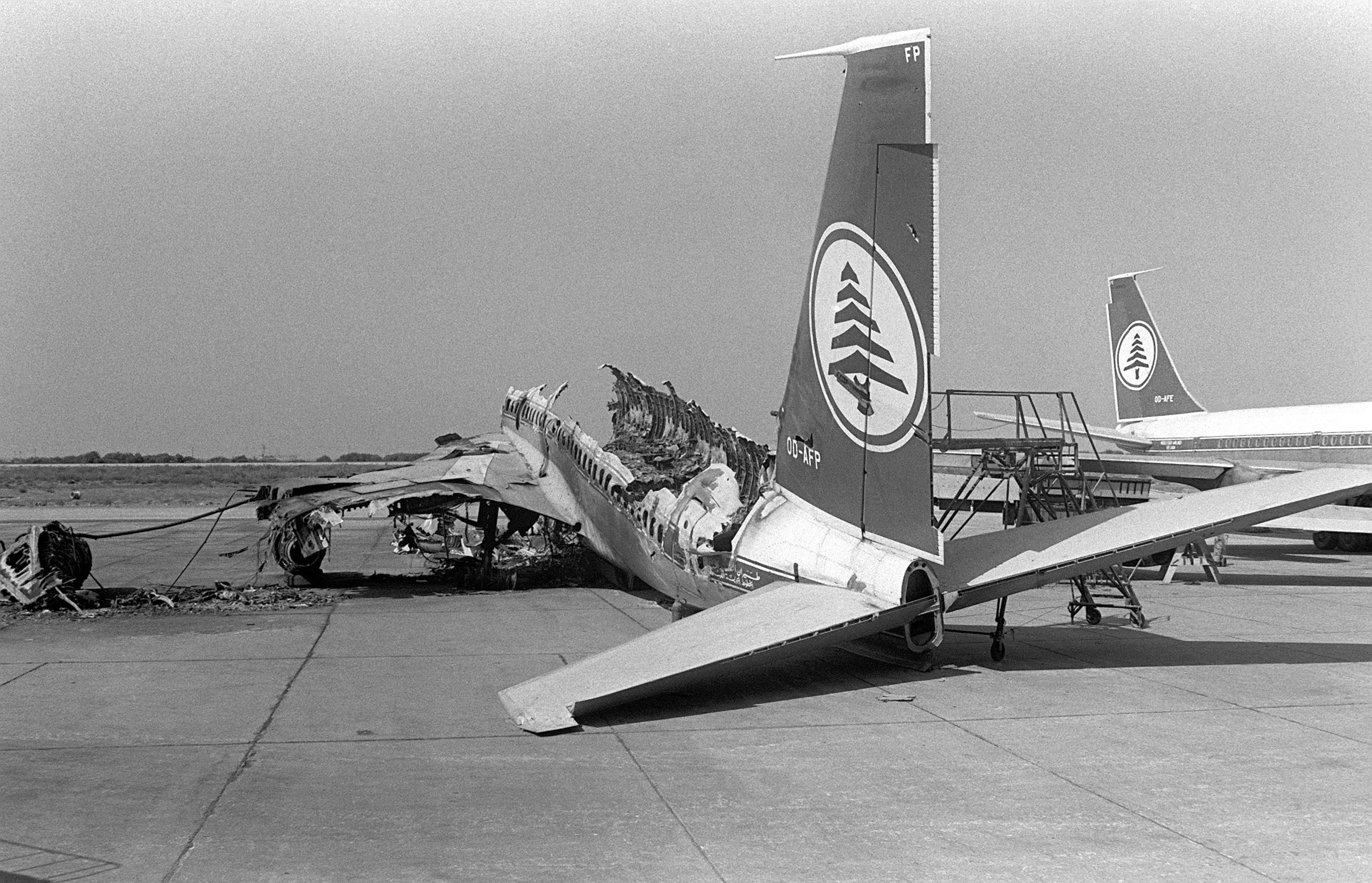
Esta aeronave foi destruída durante um confronto entre israelitas e Organização de Libertação da Palestina num aeroporto libanês. 1 de outubro de 1982

- Guerra do Líbano: Por muito tempo esse país foi administrado politicamente em proporções quase iguais por cristãos e muçulmanos. 
 Em 1945, após sua independência em relação à França, o Líbano passou a ser governado conjuntamente por aqueles dois grupos. A rivalidade entre eles agravou-se em 1970, com a fixação no país de palestinos expulsos de áreas ocupadas por Israel; os muçulmanos aprovaram essa permanência, mas os cristãos foram contrários a ela. 
 Em 1975, a partir de um atentado cristão contra palestinos e muçulmanos, desencadeou-se a guerra que se estende até hoje: o território norte do país encontra-se ocupado pela Síria, que apóia os muçulmanos, e o sul, por Israel, que apóia os cristãos.

- Índia e Paquistão: A rivalidade entre indianos e paquistaneses existe desde o período colonial.[11] Em 1947, quando o Paquistão Ocidental (atual Paquistão) e Bengala ou Paquistão Oriental (atual Bangladesh) foram desmembrados da União Indiana,[12] formando um país independente, ocorreram verdadeiras chacinas. Essa animosidade persistiu, sendo agravada pelo fato de a Índia ter favorecido a independência de Bangladesh do domínio paquistanês, ocorrida em 1971.[13] A Índia é agitada também por movimentos separatistas de alguns de seus estados.
- Afeganistão: Após a invasão da União Soviética em 1979,[14] que visava colocar no poder um político aliado, formaram-se grupos guerrilheiros de resistência, que entraram em conflito com as tropas soviéticas. Essas tropas começaram a ser retiradas do Afeganistão no final da década de 1980,[14] mas a luta armada continuou entre grupos nacionalistas rivais.

Bandeira da República Popular da China.

Bandeira da União Soviética.

- China e ex-União Soviética: Ambos os países adotam o regime socialista, mas seguem linhas de conduta política e econômica diversas, o que os faz entrar em conflito pelos mais variados motivos. Para agravar as relações, há o fato de possuírem milhares de quilômetros de fronteiras em comum, onde há vários pontos de litígio. 
 Em 1989, as divergências entre os dois Estados aumentaram, pois enquanto a ex-União Soviética tentava uma aproximação com os países capitalistas e promovia eleições livres, a China sufocava reivindicações por maior liberdade no país.

Além desses conflitos, há ainda rebeliões internas nos seguintes países: Myanmar (onde elas se arrastam desde 1948), Camboja, Coreia do Norte, Laos, Vietnã e Sri Lanka, dentre outros.